# Рукав (Владимирская область)
Рукав — деревня в Собинском районе Владимирской области России, входит в состав Колокшанского сельского поселения.

## География
Деревня расположена в 7 км на северо-восток от центра поселения посёлка Колокша, в 22 км на северо-восток от райцентра города Собинка, вблизи автодороги М-7 «Волга», на севере примыкает к микрорайону Владимира Энергетик.

## История
На карте Менде Владимирской губернии 1850 году показаны две деревни Старый Рукав (на месте нынешней деревни) и Новый Рукав, располагавшийся южнее на автодороге Владимир — Москва.
В конце XIX — начале XX века деревня входила в состав Одерихинской волости Владимирского уезда. В 1859 году в деревне числилось 40 дворов, в 1905 году — 111 дворов.
С 1929 года деревня входила в состав Колокшанского сельсовета Владимирского района, с 1965 года — в составе Собинского района.

## Население
| 1859 | 1897 | 1905 | 1926 |
| ---- | ---- | ---- | ---- |
| 290  | 535  | 597  | 801  |

| 1859 | 1897 | 1905 | 1926 | 2002 | 2010 | 2021 |
| ---- | ---- | ---- | ---- | ---- | ---- | ---- |
| 290  | ↗535 | ↗597 | ↗801 | ↘93  | ↗129 | ↘100 |

## Инфраструктура
В селе имеется отделение федеральной почтовой связи.